# Kōhei Imazeki
Kōhei Imazeki (japanisch 今関 耕平 Imazeki Kōhei; * 23. Juni 1994 in der Präfektur Chiba) ist ein ehemaliger japanischer Fußballspieler.

## Karriere
Imazeki erlernte das Fußballspielen in der Jugendmannschaft von JEF United Chiba und der Universitätsmannschaft der Toin University of Yokohama. Seinen ersten Vertrag unterschrieb er 2017 bei Grulla Morioka. Der Verein spielte in der dritthöchsten Liga des Landes, der J3 League. Für den Verein absolvierte er 12 Ligaspiele. Ende 2018 beendete er seine Karriere als Fußballspieler.